# Fundu Herții, Botoșani
Fundu Herții este un sat în comuna Cristinești din județul Botoșani, Moldova, România.